# محمد طرابلسی (بازیکن والیبال)
محمد طرابلسی (انگلیسی: Mohamed Trabelsi؛ زادهٔ ۱۵ سپتامبر ۱۹۸۱) بازیکن والیبال اهل تونس بود.